# Монтеррейський метрополітен
Монтеррейський метрополітен (ісп. Metrorrey) — система ліній метро в місті Монтеррей, Нуево-Леон, Мексика. Більшість станцій у місті естакадні, підземних станцій лише 7 на Лінії 2. У системі використовуються дво-тривагонні потяги, що живляться від повітряної контактної мережі.

## Історія
Будівництво почалося у квітні 1988 року. Початкова ділянка Лінії 1 з 17 станцій відкрилася 25 квітня 1991 року. Станція «Lerdo de Tejada» відкрилася на діючій ділянці у 1995 році. У 2002 сталося розширення лінії на 1 станцію на північ. Початкова ділянка Лінії 2 з 6 станцій та 4,5 км відкрилася 30 листопада 1994 року. Пізніше лінію розширили в північному напрямку на 3 станції у 2007 році та на 4 станції у 2008 році.

## Лінії
- Лінія 1 (жовта) — 19 станцій та 18,5 км.
- Лінія 2 (зелена) — 13 станцій та 13,5 км.

## Розвиток
Будується переважно естакадна Лінія 3 з 9 (1 підземна) станцій та 7,5 км.

## Галерея

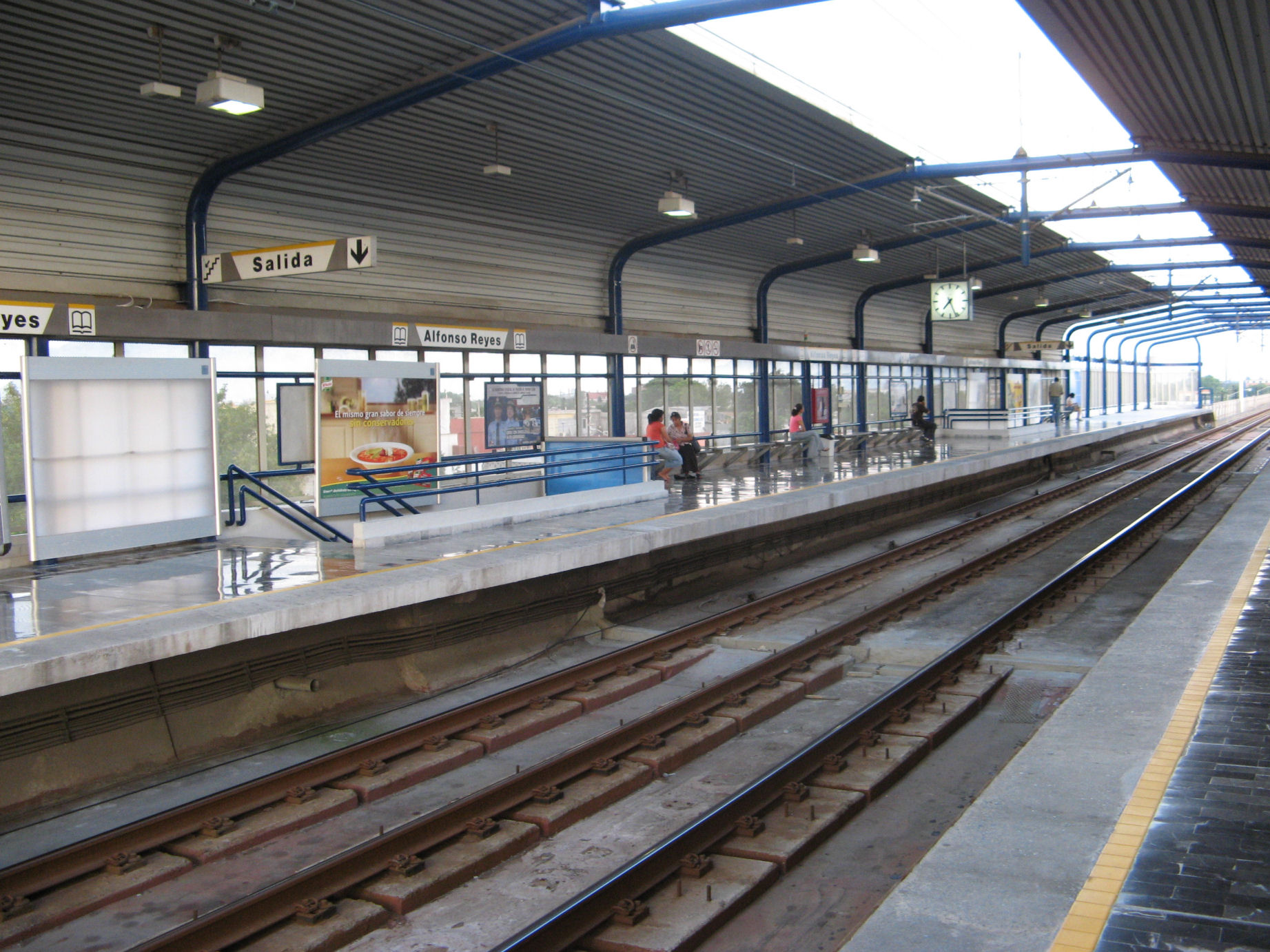
Естакадна станція «Alfonso Reyes»
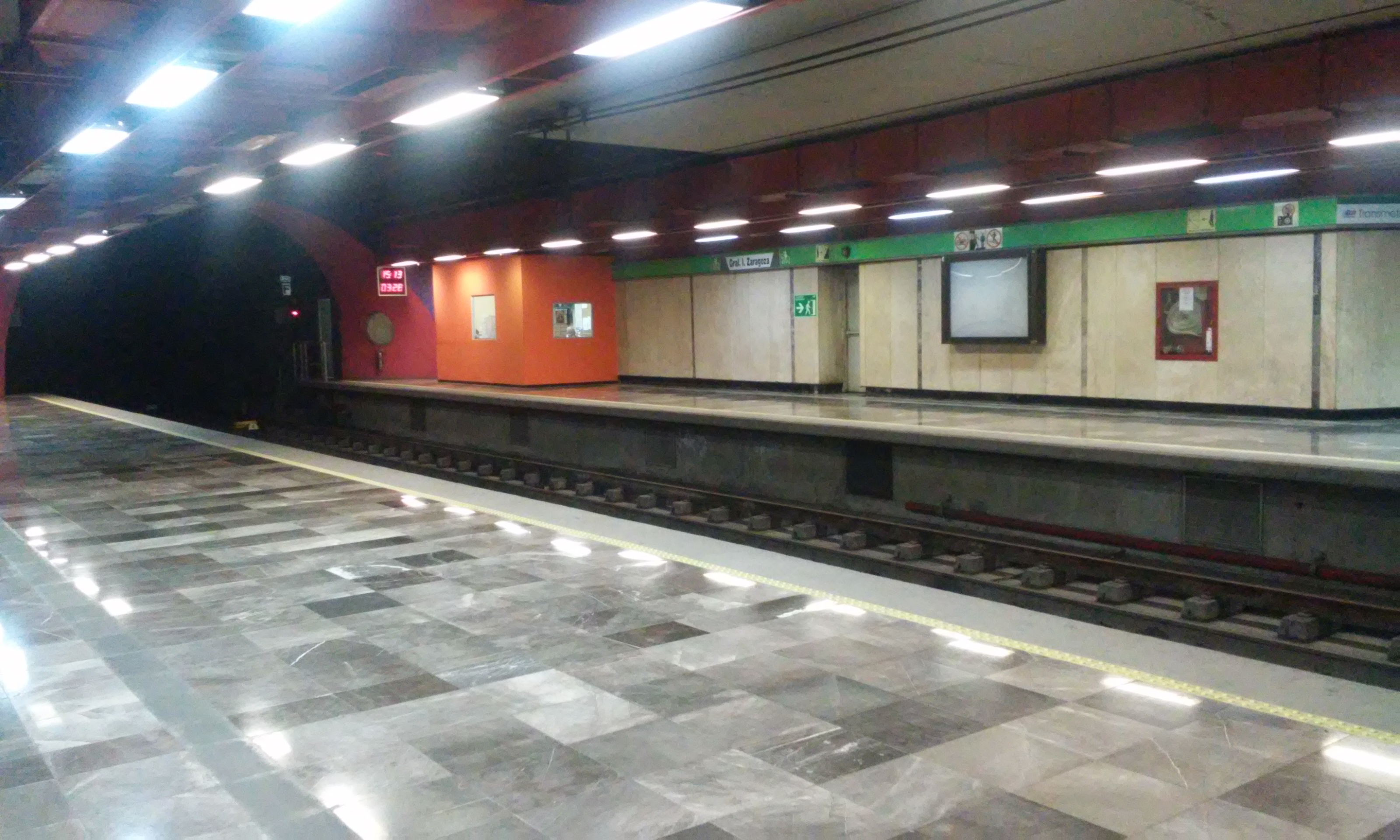
Підземна станція «Zaragoza»
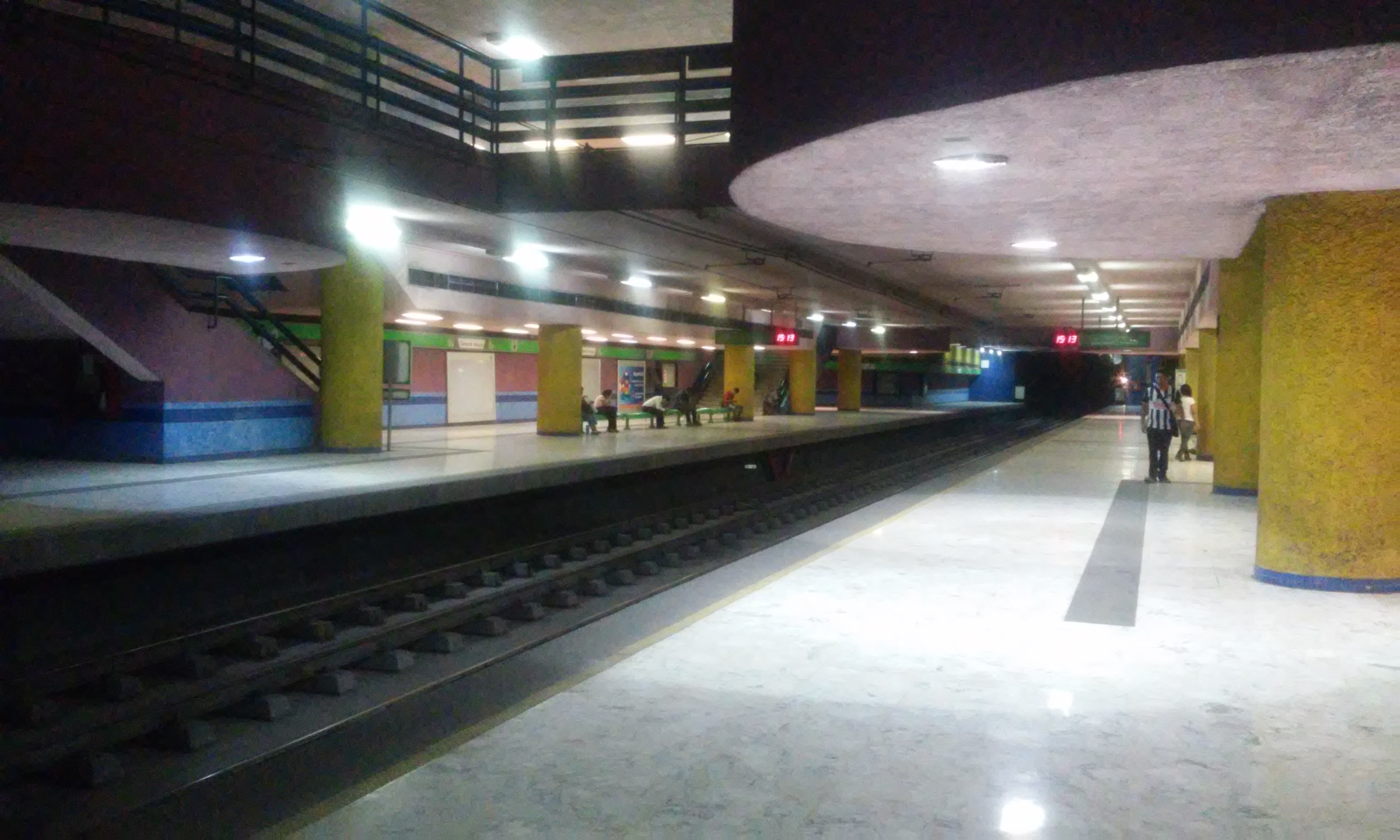
Підземна станція «General Anaya»
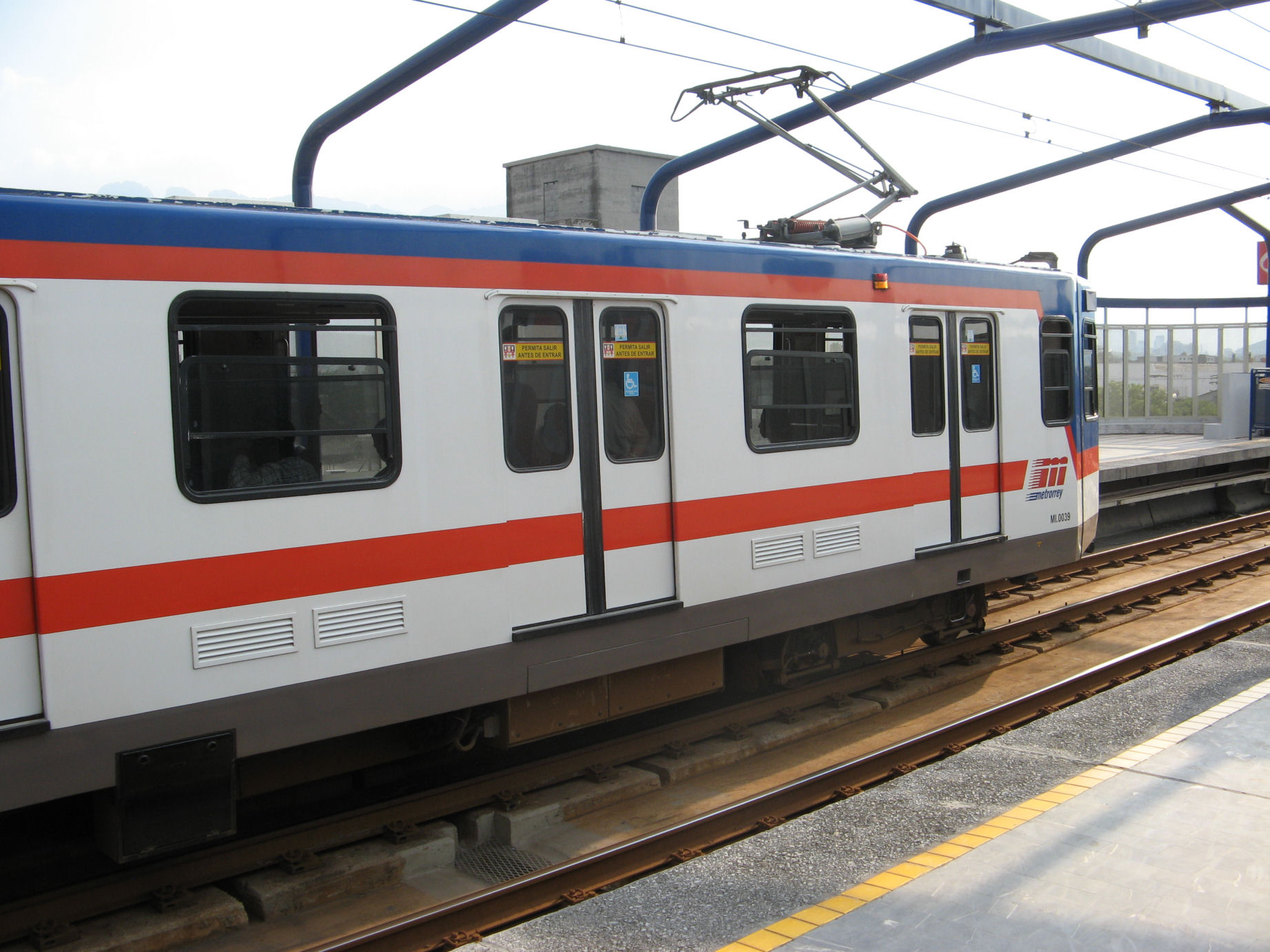
Потяг на станції «Del Golfo»